# Haltepunkt Ludwigshafen (Rhein) Mitte
Der Haltepunkt Ludwigshafen (Rhein) Mitte ist ein 2003 errichteter Haltepunkt im südlichen Zentrum der Stadt Ludwigshafen am Rhein. Direkt am ÖPNV-Knotenpunkt Berliner Platz gelegen, bieten sich den Reisenden zudem Umsteigemöglichkeiten in alle Teile der Stadt, nach Mannheim und in das gesamte Umland.

## Lage
Die geographische Lage des im Juni 1969 an der westlichen Peripherie der Stadt eröffneten Ludwigshafener Hauptbahnhofs machte den Bau eines neuen Bahnhofs in zentraler Lage, am so genannten „Südpol“ der Innenstadt, notwendig. Am 14. Dezember 2003 im Zuge der Inbetriebnahme der S-Bahn RheinNeckar eröffnet, wurde der seit 1994 aus Gründen des Stadtbildes aufwendig konstruierte Bahnhof von den Fahrgästen von Anfang an sehr gut angenommen.

## Anlage
Die Gleishalle des Haltepunktes wurde als architektonischer Blickfang geplant, mit dem an die frühere Funktion von Bahnhöfen, repräsentatives Stadttor und „Kathedrale des Fortschritts“ zu sein, angeknüpft wird. Sie ist 156 Meter lang und bis zu 41 Meter breit bei rund 6.500 Quadratmetern Glasfläche. Die Stützen sind weit gestellt, um den Eindruck von Leichtigkeit zu erhöhen. Baubeginn der effektvoll geschwungenen Dachkonstruktion war Ende 2002. 2004 wurde dem von der Jux Gruppe GmbH und dem Architekten Egon Jux entworfenen Empfangsgebäude und der benachbarten Rheinbrücke der Architekturpreis Renault Traffic Future Award als Symbol für moderne, menschenfreundliche Verkehrsarchitektur verliehen.
Der Haltepunkt verfügt über einen Außenbahnsteig (Gleis 1) und einen Mittelbahnsteig (Gleise 2 und 3). Der größte Teil der Bahnsteige wird von einer Gleishalle mit einem Mittel- und zwei Seitenschiffen überspannt. Auf der Südseite verläuft ein viertes Gleis ohne Bahnsteig. Auf diesem Gleis verkehren Güterzüge und einige Fernverkehrszüge Richtung Mannheim.
Ursprünglich war der Haltepunkt nur für die Abwicklung des Nahverkehrs, insbesondere der S-Bahn auf der Stammstrecke zwischen Mannheim Hbf und Ludwigshafen, gedacht. Nachträglich wurden jedoch die Pläne in Hinblick auf die Bahnsteiglänge geändert, so dass der Haltepunkt auch für ICE der zweiten und dritten Generation ausgelegt ist.
Direkt östlich an den Haltepunkt schließt sich die Konrad-Adenauer-Brücke an, auf der die Bahnstrecke den Rhein überquert. Aus diesem Grund befindet sich der Haltepunkt selbst mehrere Meter über Umgebungsniveau. Der Zugang erfolgt von der Ostseite aus dem Verbindungsweg zwischen dem Berliner Platz und dem Einkaufszentrum „Walzmühle“ über Treppen, Rolltreppen und Aufzugsanlagen. Auf der Westseite der Bahnsteige besteht ein Zugang über Treppen von der Bahnüberführung über die Mundenheimer Straße. Auch von dieser Seite ist ein barrierefreier Zugang berücksichtigt worden, Aufzüge sind zu beiden Bahnsteigen vorhanden.

## Bedienung im Regionalverkehr
| Linie | Verlauf | Takt                                               | Betreiber      |
| ----- | --- | -------------------------------------------------- | -------------- |
| S 1   | Homburg (Saar) Hbf – Bruchmühlbach-Miesau – Hauptstuhl – Landstuhl – Kindsbach – Einsiedlerhof – Vogelweh – Kennelgarten – Kaiserslautern Hbf – Hochspeyer – Frankenstein (Pfalz) – Weidenthal – Neidenfels – Lambrecht (Pfalz) – Neustadt (Weinstr) Hbf – Neustadt (Weinstr)-Böbig – Haßloch (Pfalz) – Böhl-Iggelheim – Schifferstadt – Limburgerhof – (Ludwigshafen-Rheingönheim – Ludwigshafen-Mundenheim –) (einzelne Züge) Ludwigshafen (Rhein) Hbf – Ludwigshafen (Rhein) Mitte – Mannheim Hbf – Mannheim ARENA/Maimarkt – Mannheim-Seckenheim – Mannheim-Friedrichsfeld Süd – Heidelberg-Pfaffengrund/Wieblingen – Heidelberg Hbf – Heidelberg-Weststadt/Südstadt – Heidelberg-Altstadt – Heidelberg-Schlierbach/Ziegelhausen – Heidelberg Orthopädie – Neckargemünd – Neckargemünd Altstadt – Neckarsteinach – Neckarhausen (b Neckarsteinach) – Hirschhorn (Neckar) – Eberbach – Lindach – Zwingenberg (Baden) – Neckargerach – Binau – Mosbach‐Neckarelz – Mosbach West – Mosbach (Baden) – Neckarburken – Dallau – Auerbach (b Mosbach) – Oberschefflenz – Eicholzheim – Seckach – Zimmern bei Seckach – Adelsheim Nord – Osterburken Stand: Fahrplanwechsel Dezember 2021 | 60 min                                             | DB Regio Mitte |
| S 2   | Kaiserslautern Hbf – Hochspeyer – Frankenstein (Pfalz) – Weidenthal – Neidenfels – Lambrecht (Pfalz) – Neustadt (Weinstr) Hbf – Neustadt (Weinstr)-Böbig – Haßloch (Pfalz) – Böhl-Iggelheim – Schifferstadt – Limburgerhof – Ludwigshafen-Rheingönheim – Ludwigshafen-Mundenheim – Ludwigshafen (Rhein) Hbf – Ludwigshafen (Rhein) Mitte – Mannheim Hbf – Mannheim ARENA/Maimarkt – Mannheim-Seckenheim – Mannheim-Friedrichsfeld Süd – Heidelberg-Pfaffengrund/Wieblingen – Heidelberg Hbf – Heidelberg-Weststadt/Südstadt – Heidelberg-Altstadt – Heidelberg-Schlierbach/Ziegelhausen – Heidelberg Orthopädie – Neckargemünd – Neckargemünd Altstadt – Neckarsteinach – Neckarhausen (b Neckarsteinach) – Hirschhorn (Neckar) – Eberbach – Lindach – Zwingenberg (Baden) – Neckargerach – Binau – Mosbach‐Neckarelz – Mosbach West – Mosbach (Baden) Stand: Fahrplanwechsel Dezember 2021 | 60 min                                             | DB Regio Mitte |
| S 3   | Germersheim – Lingenfeld – Heiligenstein (Pfalz) – Berghausen (Pfalz) – Speyer Hbf – Speyer Nord-West – Schifferstadt Süd – Schifferstadt – Limburgerhof – (Ludwigshafen-Rheingönheim – Ludwigshafen-Mundenheim –) (stündlich) Ludwigshafen (Rhein) Hbf – Ludwigshafen (Rhein) Mitte – Mannheim Hbf – (Mannheim ARENA/Maimarkt – Mannheim-Seckenheim –) (stündlich) Mannheim-Friedrichsfeld Süd – Heidelberg-Pfaffengrund/Wieblingen – Heidelberg Hbf – Heidelberg-Kirchheim/Rohrbach – St Ilgen-Sandhausen – Wiesloch-Walldorf – Rot-Malsch – Bad Schönborn-Kronau – Bad Schönborn Süd – Stettfeld-Weiher – Ubstadt-Weiher – Bruchsal – (Bruchsal Bildungszentrum – Untergrombach – Weingarten (Baden) –) (einzelne Züge) Karlsruhe-Durlach – Karlsruhe Hbf Stand: Fahrplanwechsel Dezember 2021 | 30/60 min                                          | DB Regio Mitte |
| S 4   | Germersheim – Lingenfeld – Heiligenstein (Pfalz) – Berghausen (Pfalz) – Speyer Hbf – Speyer Nord-West – Schifferstadt Süd – Schifferstadt – Limburgerhof – Ludwigshafen-Rheingönheim – Ludwigshafen-Mundenheim – Ludwigshafen (Rhein) Hbf – Ludwigshafen (Rhein) Mitte – Mannheim Hbf – Mannheim ARENA/Maimarkt – Mannheim-Seckenheim – Mannheim-Friedrichsfeld Süd – Heidelberg-Pfaffengrund/Wieblingen – Heidelberg Hbf – Heidelberg-Kirchheim/Rohrbach – St Ilgen-Sandhausen – Wiesloch-Walldorf – Rot-Malsch – Bad Schönborn-Kronau – Bad Schönborn Süd – Stettfeld-Weiher – Ubstadt-Weiher – Bruchsal Stand: Fahrplanwechsel Dezember 2021 | 60 min (morgens/abends)                            | DB Regio Mitte |
| S 6   | Bensheim – Heppenheim (Bergstr) – Laudenbach (Bergstr) – Hemsbach – Weinheim-Sulzbach – Weinheim (Bergstr) Hbf – (Weinheim-Lützelsachsen –) (einzelne Züge) Heddesheim/Hirschberg – Ladenburg – Neu-Edingen/Friedrichsfeld – Mannheim-Seckenheim – Mannheim ARENA/Maimarkt – Mannheim Hbf – Ludwigshafen (Rhein) Mitte – Ludwigshafen (Rhein) Hbf – Ludwigshafen-Oggersheim – Frankenthal Süd – Frankenthal Hbf – Bobenheim – Worms Hbf – Osthofen – Mettenheim – Alsheim – Guntersblum – Dienheim – Oppenheim – Nierstein – Nackenheim – Bodenheim – Mainz-Laubenheim – Mainz Römisches Theater – Mainz Hbf (← Wiesbaden Hbf) (ein Zug) Stand: Fahrplanwechsel Dezember 2021 | 60 min (Bensheim–Mannheim) 30 min (Mannheim–Mainz) | DB Regio Mitte |
| RE 1  | SÜWEX: Mannheim – Ludwigshafen (Rhein) Mitte – Neustadt (Weinstr.) – Kaiserslautern – Homburg – Saarbrücken – Trier – Cochem (Mosel) – Koblenz | 60/120 min                                         | DB Regio Mitte |
| RE 14 | SÜWEX: Mannheim Hbf – Ludwigshafen (Rhein) Mitte – (Ludwigshafen (Rhein) Hbf –)* Frankenthal Hbf – Worms Hbf – (Osthofen – Guntersblum – Oppenheim – Nierstein – Mainz Römisches Theater –)* Mainz Hbf – Hochheim (Main) – Frankfurt-Höchst – Frankfurt (Main) Hbf * einzelne Züge Stand: Fahrplanwechsel Dezember 2021 | 120 min                                            | DB Regio Mitte |

Sonn- und feiertags in der Sommersaison verkehrt außerdem der Ausflugszug „Bundenthaler“ von Mannheim Hbf nach Bundenthal-Rumbach mit Zugteil nach Pirmasens Hbf, der zwischen Mannheim und Neustadt nur in Ludwigshafen Mitte hält.

## Siehe auch

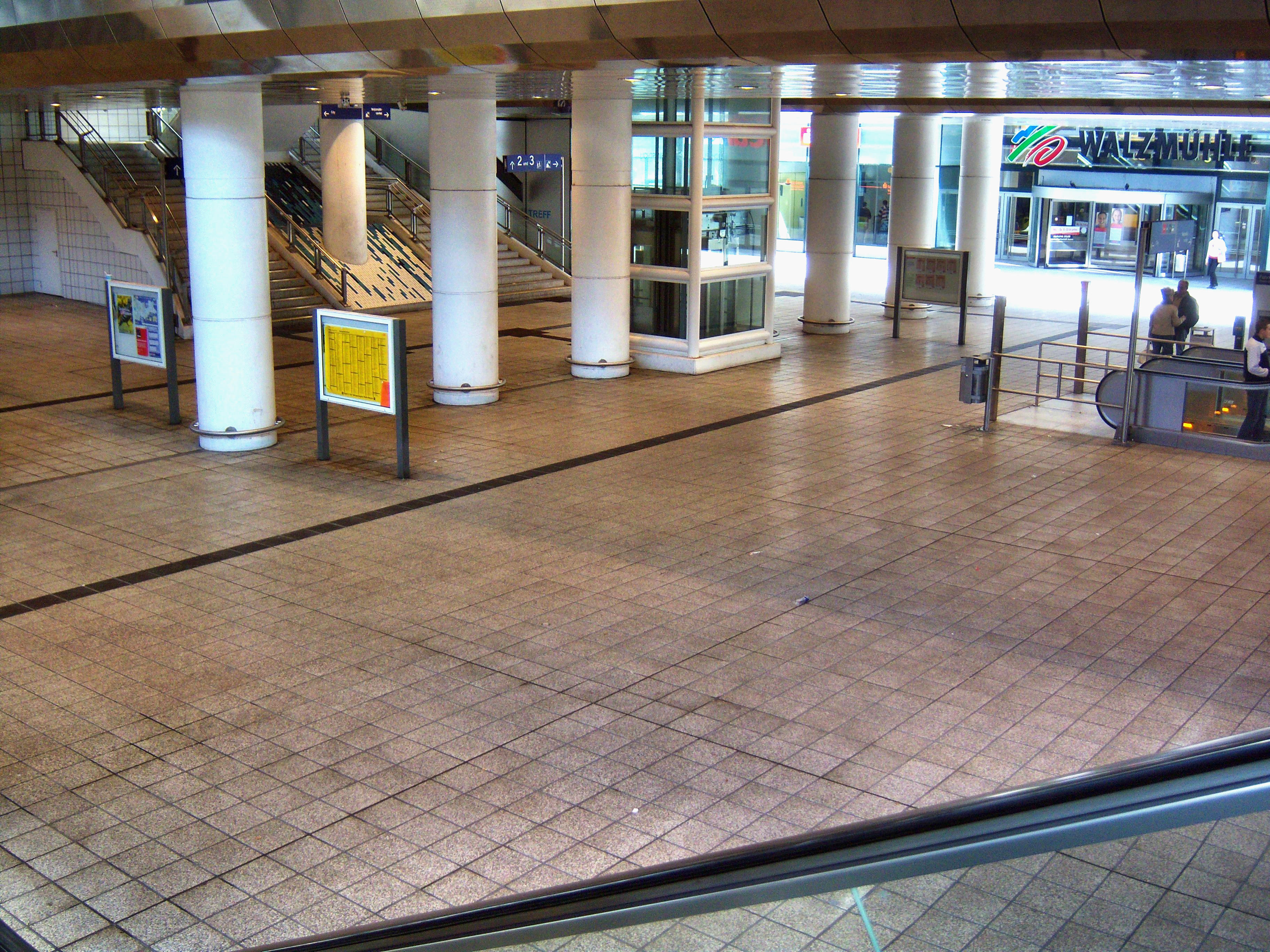
Unterführung des Bahnhofs mit Zugang zum Einkaufszentrum Walzmühle